# Maladie de Charcot-Marie-Tooth type 2
La maladie de Charcot-Marie-Tooth type 2 représente environ 30 % des cas de maladies de Charcot-Marie-Tooth. Elle ressemble cliniquement à la maladie de Charcot-Marie-Tooth type 1 mais de façon plus sévère.
À la différence de la maladie de type 1, l'affection de type 2 ne s'accompagne pas d'une diminution de la vitesse de conduction nerveuse car dans ce groupe des maladies de Charcot-Marie-Tooth la démyélinisation du nerf est absente : c'est l'axone qui est atteint. Ce type de CMT débute souvent vers l'âge de 15 ans. La cause principale des CMT de type 2 est la mutation de la protéine mitofusine 2 (MFN2). La mitofusine 2 est une GTPase de la famille des dynamines impliquée dans la fusion des mitochondries, en effet celle-ci permet aux mitochondries voisines de s'amarrer et ainsi de faire fusionner leur membranes externes. La protéine MFN2 mutée entraîne un défaut de fusion des mitochondries, qui conduit à une perturbation importante de leur transport et donc un déficit d'apport en ATP (l'énergie nécessaire au fonctionnement des cellules et produit par les mitochondries) à l'extrémité des neurones. Cette mutation est présente dans tout l'organisme mais elle ne devient pathologique que dans les longs axones des neurones moteurs et sensitifs.
Il existe 16 sous-types dont la distinction ne peut se faire que sur des critères génétiques.

## Autres noms
Maladie de Charcot-Marie-Tooth de type axonal.

## Étiologie
Le tableau ci-dessous résume les différents sous-types à transmission dominante, la fréquence, les gènes, les chromosomes et les protéines impliqués dans la maladie de Charcot-Marie-Tooth type 2.
| Sous type | Fréquence | Gène                                                      | Chromosome | Protéine                                        |
| --------- | --------- | --------------------------------------------------------- | ---------- | ----------------------------------------------- |
| CMT2      |           | EGR2,MT-AP6,CHCHD10,TFG,GAN, HINT1,PNKP,DGTA2,ATP1A1,SACS |            |                                                 |
| CMT2A1    |           | KIF1B                                                     | 1p36.22    | mitofusine                                      |
| CMT2A2    |           | MFN2                                                      | 1p36.22    | mitofusine                                      |
| CMT2B     |           | RAB7                                                      | 3q13       |                                                 |
| CMT2B1    |           | LMNA                                                      |            |                                                 |
| CMT2B2    |           | MED25                                                     |            |                                                 |
| CMT2C     |           | TRPV4                                                     | 12q23-24   |                                                 |
| CMT2D     |           | GARS                                                      | 7p15       |                                                 |
| CMT2E     |           | NEFL                                                      | 8p21.2     | protéine constitutive des neurofilaments légers |
| CMT2F     |           | HSPB1                                                     | 7q11-q21   | protéine du choc thermique                      |
| CMT2G     |           | non connu                                                 | 12q12      |                                                 |
| CMT2H     |           | GDAP1, MNF2 Pyr                                           | 1q36       |                                                 |
| CMT2I/J   |           | MPZ                                                       | 1q22       |                                                 |
| CMT2K     |           | GDAP1                                                     | 8q21       |                                                 |
| CMT2L     |           | HSPB8                                                     | 12q24      |                                                 |
| CMT2M     |           | DNM2                                                      | 19p12      |                                                 |
| CMT2N     |           | AARS                                                      | 16q22      |                                                 |
| CMT2O     |           | DYNC1H1                                                   | 19p12      |                                                 |
| CMT2P     |           | LRSAM1                                                    | 9q33       |                                                 |
| CMT2Q     |           | DHTKD1                                                    |            |                                                 |
| CMT2R     |           | TRIM2                                                     |            |                                                 |
| CMT2S     |           | IGHMBP2                                                   |            |                                                 |
| CMT2T     |           | DNAJB2                                                    |            |                                                 |
| CMT2U     |           | MARS                                                      |            |                                                 |
| CMT2V     |           | NAGLU                                                     |            |                                                 |
| CMT2W     |           | HARS                                                      |            |                                                 |
| CMT2X     |           | SPG11                                                     |            |                                                 |
| CMT2Y     |           | VCP                                                       |            |                                                 |
| CMT2Z     |           | MORC2                                                     |            |                                                 |

## Incidence et prévalence
La prévalence des neuropathies héréditaires est estimée à 30 pour 100 000. La prévalence de la maladie de Charcot-Marie-Tooth type 2 est de 10 pour 100 000. La prévalence des sous-types est inconnue.

## Traitement et prise en charge
Il n'existe pas actuellement de traitement pour la CMT2.
Une équipe chinoise a mis au point une souris modèle de la CMT2Q, qui n'exprime pas le gène DHTKD1. Ce gène est impliqué dans le sous-type CMT2Q chez l'homme. Le modèle murin reproduit les principaux signes cliniques de la maladie observés chez l’homme tels qu’une faiblesse progressive et un dysfonctionnement moteur et sensoriel. Il représente un bon outil pour mieux comprendre les mécanismes de la maladie et le développement de recherches thérapeutiques. En effet, un traitement qui se révélerait efficace sur ce type de souris permettrait d'envisager l'ouverture d'essais cliniques chez l'homme.

## Conseil génétique

### Mode de transmission
La plupart des sous types sont de transmission autosomique dominante.

## Sources
- CMT-Mag 90, janvier-février-mars 2013, p. 6
- (en) GeneTests: Medical Genetics Information Resource (database online). Copyright, University of Washington, Seattle. 1993-2005